# Serjania acuta
Serjania acuta là một loài thực vật có hoa trong họ Bồ hòn. Loài này được Triana & Planch. miêu tả khoa học đầu tiên năm 1862.